# رافائل محرم‌لی
رافائل محرم‌لی (ترکی آذربایجانی: Rafael Məhərrəmli؛ زادهٔ ۱ اکتبر ۱۹۹۹) بازیکن فوتبال جمهوری آذربایجان اهل است.
وی همچنین در تیم‌های ملی فوتبال زیر ۱۹ سال جمهوری آذربایجان و زیر ۲۱ سال جمهوری آذربایجان بازی کرده‌است.